# 글로리아 워렌

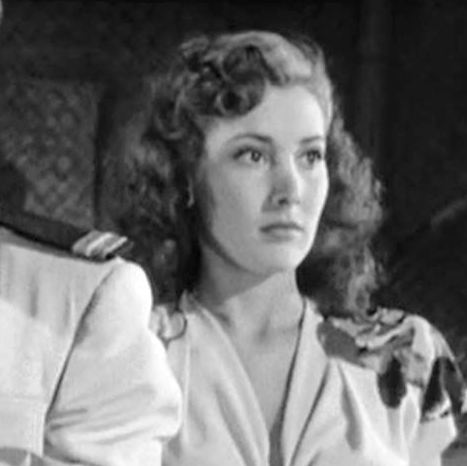

글로리아 워렌(Gloria Warren, 1926년 4월 7일 ~ )은 미국의 가수, 배우, 영화배우이다.
윌밍턴에서 태어났다.

## 영화
- 올웨이스 인 마이 하트 (1942년)